# Ель-Касим
Ель-Касим (араб. منطقة القصيم) — адміністративний округ в центрі Саудівської Аравії.
- Адміністративний центр — місто Бурайда.
- Площа — 58046 км², населення — 1215858 чоловік (2010 рік).

## Географія
На північному заході межує з адміністративним округом Хаїль, на південному сході з адміністративним округом Ер-Ріяд, на південному заході з адміністративним округом Медіна.
Територію Ель-Касима практично повністю займає пустеля. Незважаючи на посушливий пустельний клімат, Ель-Касим є високорозвиненим сільськогосподарським регіоном і одним з найбільших в світі виробників фініків.

## Історія
Наприкінці 16 століття плем'я Бану Тамім створило на території провінції емірат з центром у м Бурайда. Першим аміром став шейх Рашид ад-Дурайбі, який заснував династію Абу Улайан і побудував на місці поселення Бурайда укріплене місто. У 1817 році тут виник ще один емірат, з центром у м Унайза, на чолі з династією Аль Сулаїм. У 1907 р емірат Бурайда був включений в державу саудитів, а в 1914 р їх владу визнав і амір Унайзи. У 1908 році була утворена провінція Ель-Касим і призначений перший губернатор — Абдаллах ібн Джілюві, принц бічної гілки династії Аль Сауд.

## Адміністрація
В даний час на чолі адміністративного округу (раніше провінції) стоїть намісник з титулом еміра, призначається королем з числа принців династії Аль Сауд.

## Адміністративний поділ
Адміністративний округ ділиться на 11 мухафаз (у дужках населення на 2010 рік):
1. Al Asyah (26336)
2. Al Badai (57164)
3. Al Bukayriyah (57621)
4. Al Midhnab (44043)
5. An Nabhaniyah (47744)
6. Ar Rass (133482)
7. Ash Shimasiyah (10605)
8. Buraydah (614093)
9. Riadh Al Khabra (34497)
10. Unayzah (163729)
11. Uyun Al Jiwa (26544)